# Diecezja tarnowska
Diecezja tarnowska (łac. Dioecesis Tarnoviensis) – jedna z 4 diecezji rzymskokatolickich metropolii krakowskiej. Praktykuje prawie 60% „wiernych zobowiązanych” (ok. 40% populacji), co czyni ją najbardziej religijną diecezją w Polsce i jedną z najbardziej religijnych na świecie.

## Historia
Po I rozbiorze Polski część diecezji krakowskiej znalazła się w zaborze austriackim. 20 września 1783 na tym obszarze zorganizowano diecezję tarnowską. Biskupem nominatem Józefa II został Jan Duwall, zmarł 13 grudnia 1785, nie doczekawszy się prekonizacji. 24 grudnia 1785 Józef II mianował biskupem Floriana Amanda Janowskiego, 3 kwietnia 1786 papież Pius VI go prekonizował. Utworzenie diecezji potwierdził papież Pius VI, dnia 13 marca 1786, bullą In suprema beati Petri cathedra. Diecezja tarnowska została włączona do metropolii lwowskiej. 
Zajęcie Krakowa przez Austrię, w wyniku III rozbioru Polski w 1795, zadecydowało w głównej mierze o zniesieniu diecezji tarnowskiej. Kapitułę katedralną przeniesiono do Kielc, na mocy bulii Indefessum personarum regia dignitate fulgentium Piusa VII, z dnia 13 czerwca 1805. Kolejna bulla Operosa atque indefessa, z dnia 24 września 1805, podzieliła terytorium diecezji tarnowskiej między dwa biskupstwa: krakowskie i przemyskie. Oba papieskie rozporządzenia weszły w życie 17 września 1807.
W 1821 bullą Studium paterni affectus, z dnia 20 września 1821, Pius VII erygował diecezję w Tyńcu. W granicach diecezji znalazły się cztery cyrkuły Królestwa Galicji i Lodomerii: bocheński, myślenicki, nowosądecki i tarnowski. Diecezja liczyła 278 parafii zgrupowanych w 18 dekanatach. Biskup Grzegorz Ziegler rozpoczął starania, by przenieść stolicę biskupstwa do Tarnowa. Na mocy bulli Sedium episcopalium translationes Leona XII, z dnia 23 kwietnia 1826, stolicę diecezji przeniesiono z Tyńca do Tarnowa i diecezja otrzymała nazwę tarnowskiej. Przeniesiono również seminarium diecezjalne z Bochni. Gmach Seminarium Duchownego w Tarnowie otwarto 1 września 1838. Pół wieku później, 25 października 1888, w części budynku seminarium utworzono tarnowskie Muzeum Diecezjalne.
W 1880, 1886 i 1925 następowały zmiany granic diecezji, w 1925 diecezję tarnowską przeniesiono z archidiecezji lwowskiej do nowo utworzonej archidiecezji krakowskiej. Została wtedy również powiększona o dekanaty biecki, ołpiński i rzepiennicki oraz parafie: Jodłowa, Przeczyca, Sędziszów Małopolski i Będziemyśl. Do archidiecezji krakowskiej przyłączono 6 parafii dekanatu tymbarskiego. Ostatnia zmiana granic miała miejsce w 1992, za sprawą dekretu Stolicy Apostolskiej O ustanowieniu i określeniu granic diecezji i prowincji kościelnych w Polsce przyłączono do nowo tworzącej się diecezji rzeszowskiej 49 parafii z dekanatów: Biecz, Gorlice-Południe, Gorlice-Północ, Kolbuszowa, Ropczyce i Sędziszów Małopolski, zaś do diecezji sandomierskiej dekanat Baranów Sandomierski.
W diecezji tarnowskiej dotychczas odbyły się cztery synody; pierwszy, zwołany przez bpa Leona Wałęgę, zakończył się w 1928 roku. Drugi synod zwołał bp Franciszek Lisowski w dniach 25 marca 1938 - 5 lipca 1938, kolejny trzeci synod od 27 listopada 1947 - 7 lipca 1948 zarządził bp Jan Stepa, a czwarty (3 listopada 1980 - 11 lutego 1986) bp Jerzy Ablewicz. 21 kwietnia 2018 roku odbyła się uroczysta inauguracja piątego synodu diecezjalnego, zwołanego przez bpa Andrzeja Jeża. Uroczyste zakończenie odbyło się 2 grudnia 2023 w katedrze tarnowskiej.

## Instytucje
- Kuria diecezjalna
- Wyższe Seminarium Duchowne – największe polskie seminarium duchowne, kształcące 98[2] alumnów
- Dom Księży Diecezji Tarnowskiej im. św. Józefa w Tarnowie[13]

- Muzeum Diecezjalne – najstarsze muzeum diecezjalne w Polsce, założone w 1888
- Archiwum Diecezjalne im. Arcybiskupa Jerzego Ablewicza w Tarnowie[14]

- Radio RDN Małopolska – rozgłośnia diecezjalna, uruchomiona 24 grudnia 1993
- Wydawnictwo Biblos – założone przez bpa Józefa Życińskiego w 1990
- Tarnowska kapituła katedralna
- Bocheńska kapituła kolegiacka
- Nowosądecka kapituła kolegiacka
- Wojnicka kapituła kolegiacka
- Mielecka kapituła kolegiacka[15]
- Limanowska kapituła kolegiacka[16]
- Caritas diecezjalne
- Synaj.tv

## Biskupi
Biskup diecezjalny
- bp Andrzej Jeż

Biskupi pomocniczy
- bp Stanisław Salaterski
- bp Leszek Leszkiewicz

Biskup rezydent
- abp Juliusz Janusz (zamieszkały na terenie parafii Matki Bożej Szkaplerznej w Korzennej[17])

## Dekanaty
Diecezja tarnowska jest drugą w Polsce (po archidiecezji krakowskiej) pod względem liczby dekanatów (43) wchodzących w skład diecezji. W granicach diecezji tarnowskiej mieści się najwięcej parafii – 456 (w tym 17 parafii zakonnych) spośród wszystkich diecezji. Obecna diecezja składa się z następujących dekanatów:
|    | dekanat                         | liczba parafii |
| -- | ------------------------------- | -------------- |
| 1  | Dekanat Bochnia Wschód          | 9              |
| 2  | Dekanat Bochnia Zachód          | 8              |
| 3  | Dekanat Bobowa                  | 9              |
| 4  | Dekanat Brzesko                 | 10             |
| 5  | Dekanat Ciężkowice              | 10             |
| 6  | Dekanat Czchów                  | 13             |
| 7  | Dekanat Dąbrowa Tarnowska       | 11             |
| 8  | Dekanat Dębica Wschód           | 9              |
| 9  | Dekanat Dębica Zachód           | 9              |
| 10 | Dekanat Grybów                  | 10             |
| 11 | Dekanat Krościenko nad Dunajcem | 8              |
| 12 | Dekanat Krynica-Zdrój           | 16             |
| 13 | Dekanat Limanowa                | 13             |
| 14 | Dekanat Lipnica Murowana        | 14             |
| 15 | Dekanat Łącko                   | 10             |
| 16 | Dekanat Łużna                   | 9              |
| 17 | Dekanat Mielec Południe         | 9              |
| 18 | Dekanat Mielec Północ           | 10             |
| 19 | Dekanat Nowy Sącz Centrum       | 11             |
| 20 | Dekanat Nowy Sącz Wschód        | 13             |
| 21 | Dekanat Nowy Sącz Zachód        | 10             |
| 22 | Dekanat Ołpiny                  | 8              |
| 23 | Dekanat Pilzno                  | 16             |
| 24 | Dekanat Piwniczna               | 8              |
| 25 | Dekanat Porąbka Uszewska        | 9              |
| 26 | Dekanat Pustków-Osiedle         | 10             |
| 27 | Dekanat Radłów                  | 14             |
| 28 | Dekanat Radomyśl Wielki         | 14             |
| 29 | Dekanat Ropa                    | 8              |
| 30 | Dekanat Stary Sącz              | 12             |
| 31 | Dekanat Szczepanów              | 8              |
| 32 | Dekanat Szczucin                | 10             |
| 33 | Dekanat Tarnów Południe         | 12             |
| 34 | Dekanat Tarnów Północ           | 12             |
| 35 | Dekanat Tarnów Wschód           | 11             |
| 36 | Dekanat Tarnów Zachód           | 10             |
| 37 | Dekanat Tuchów                  | 11             |
| 38 | Dekanat Tymbark                 | 13             |
| 39 | Dekanat Ujanowice               | 12             |
| 40 | Dekanat Uście Solne             | 8              |
| 41 | Dekanat Wojnicz                 | 8              |
| 42 | Dekanat Zakliczyn               | 11             |
| 43 | Dekanat Żabno                   | 10             |
|    | Razem:                          |                |
|    | 43 dekanaty                     | 456 parafii    |

## Główna świątynia
- Bazylika katedralna Narodzenia Najświętszej Maryi Panny w Tarnowie – rocznica poświęcenia: 29 stycznia. Wcześniej była obchodzona w dniu 21 października. Datę w kalendarzu liturgicznym zmieniła Kongregacja ds. Kultu Bożego i Dyscypliny Sakramentów dekretem z dnia 4 maja 2018 roku[22]. Zmiana nastąpiła przez odkrycie dokumentów, które zaświadczają, że 28 stycznia 1663 roku sufragan krakowski bp Mikołaj Oborski dokonał konsekracji trzech ołtarzy w kolegiacie tarnowskiej. Świadczyć to może o konsekracji lub rekonsekracji kościoła katedralnego (ówczesne przepisy liturgiczne). 28 stycznia obchodzone jest wspomnienie obowiązkowe św. Tomasza z Akwinu dlatego Kongregacja wyraziła zgodę, aby rocznica poświęcenia świątyni była obchodzona w pierwszym wolnym dniu liturgicznym tj. 29 stycznia[23].

## Bazyliki mniejsze
| Miejscowość | Świątynia                                                   | Rok ogłoszenia |
| ----------- | ----------------------------------------------------------- | -------------- |
| Tarnów      | Bazylika Katedralna pw. Narodzenia Najświętszej Maryi Panny | 1972           |
| Limanowa    | Bazylika pw. Matki Bożej Bolesnej                           | 1991           |
| Nowy Sącz   | Bazylika pw. św. Małgorzaty                                 | 1992           |
| Bochnia     | Bazylika pw. św. Mikołaja                                   | 1997           |
| Szczepanów  | Bazylika pw. św. Marii Magdaleny i św. Stanisława           | 2003           |
| Mielec      | Bazylika pw. św. Mateusza Apostoła i Ewangelisty            | 2005           |
| Tuchów      | Bazylika pw. Nawiedzenia Najświętszej Maryi Panny           | 2010           |
| Grybów      | Bazylika pw. św. Katarzyny Aleksandryjskiej                 | 2013           |

Bazyliki mniejsze w diecezji tarnowskiej
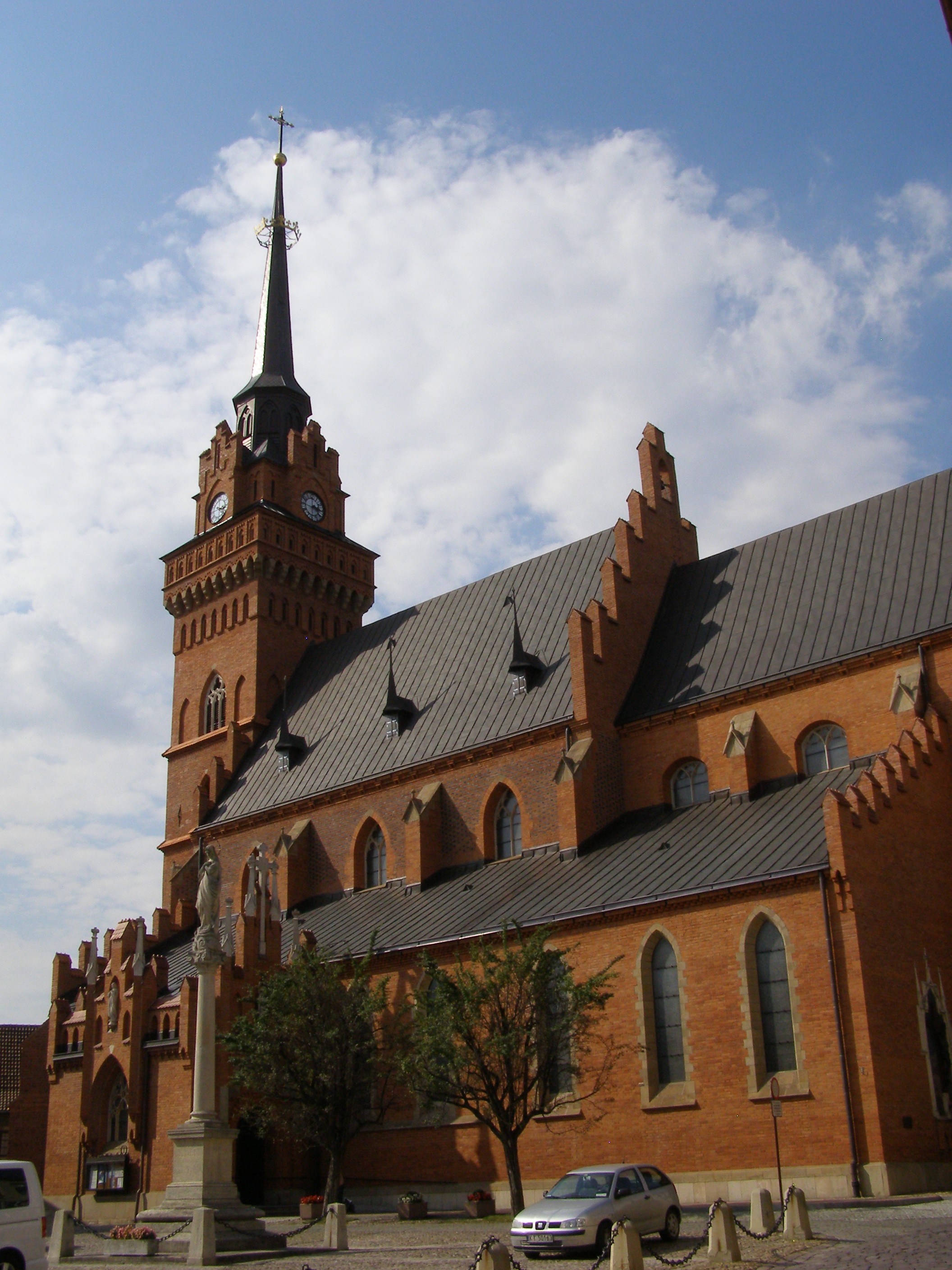
Tarnów
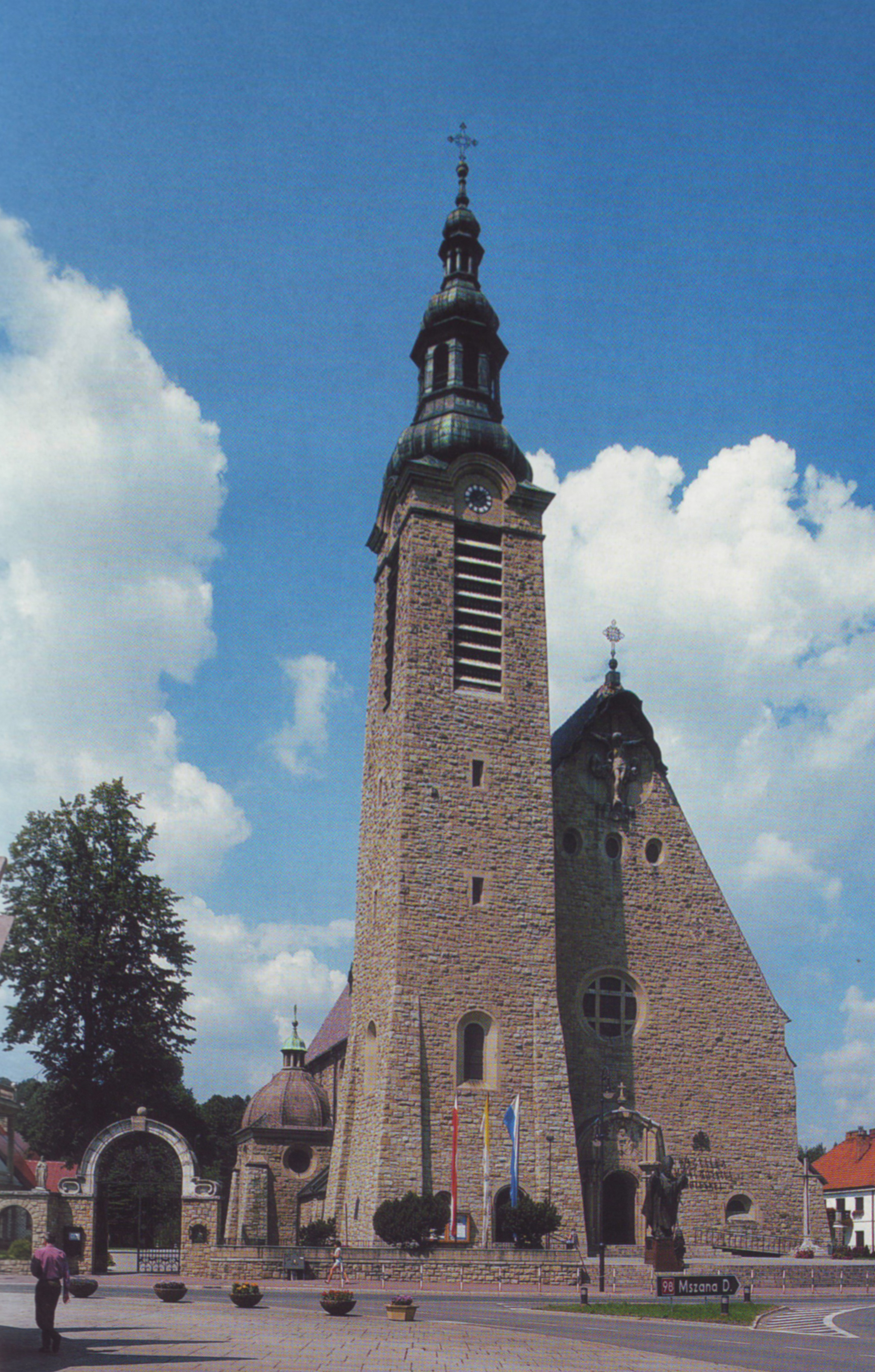
Limanowa
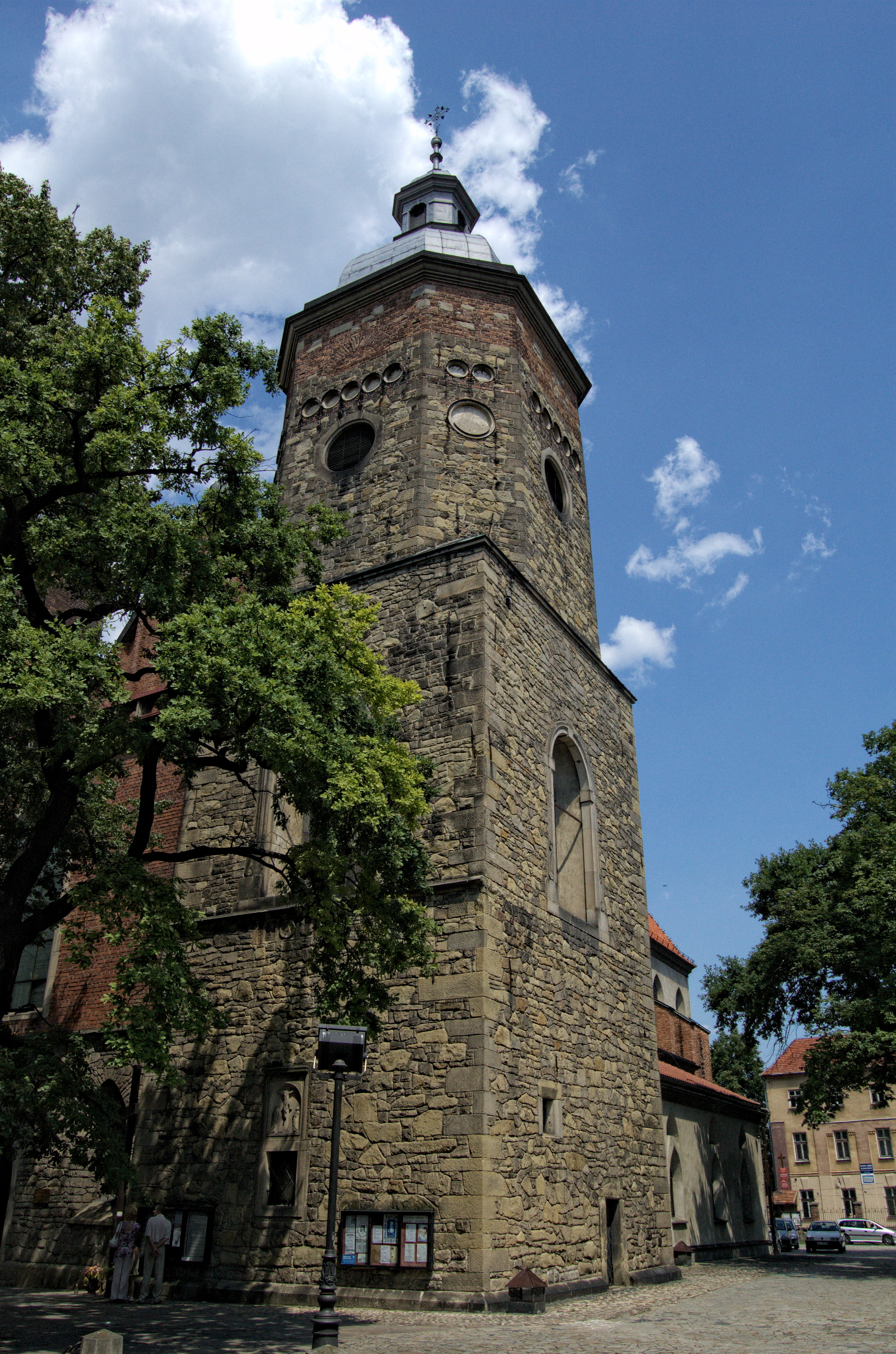
Nowy Sącz
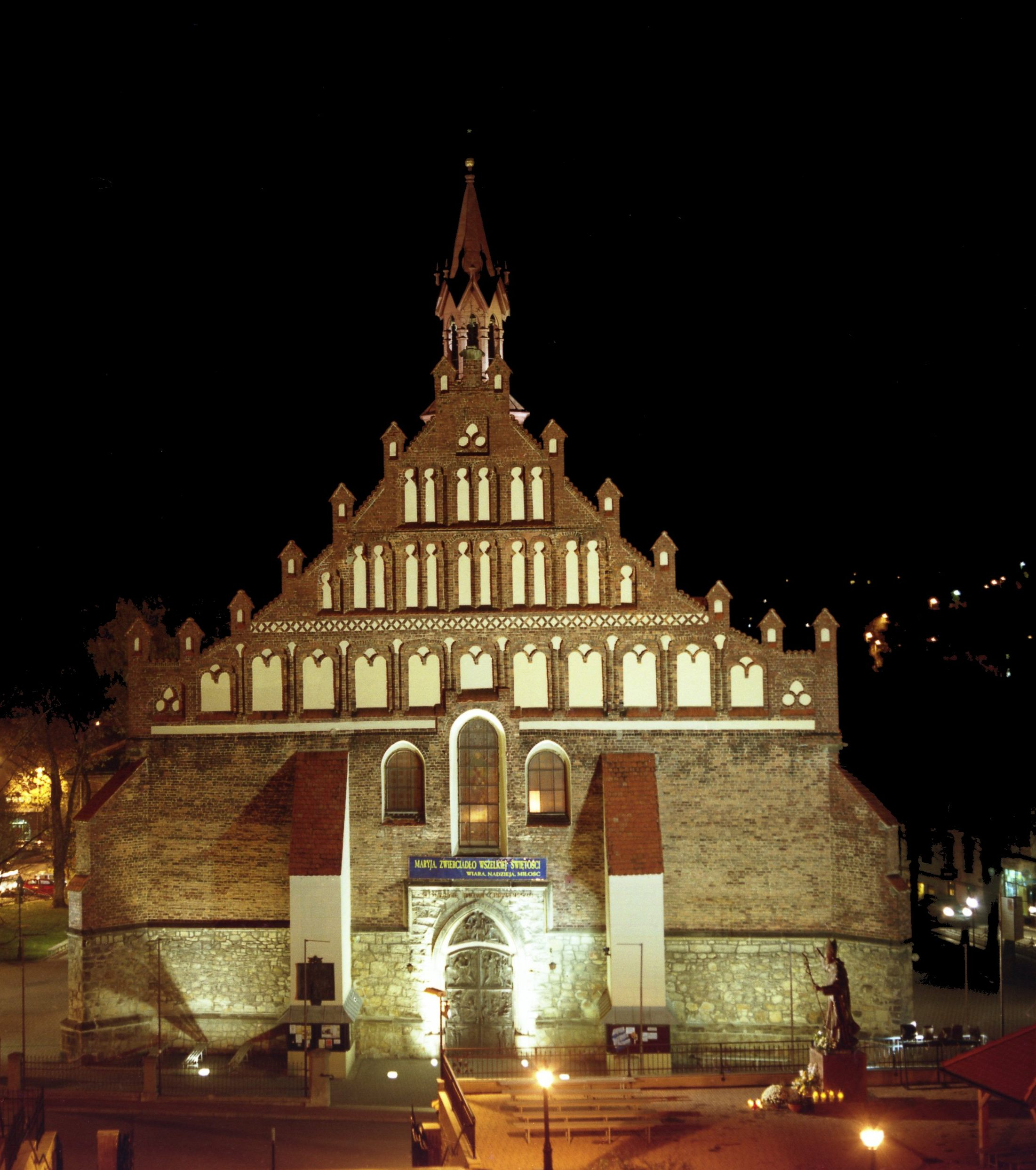
Bochnia
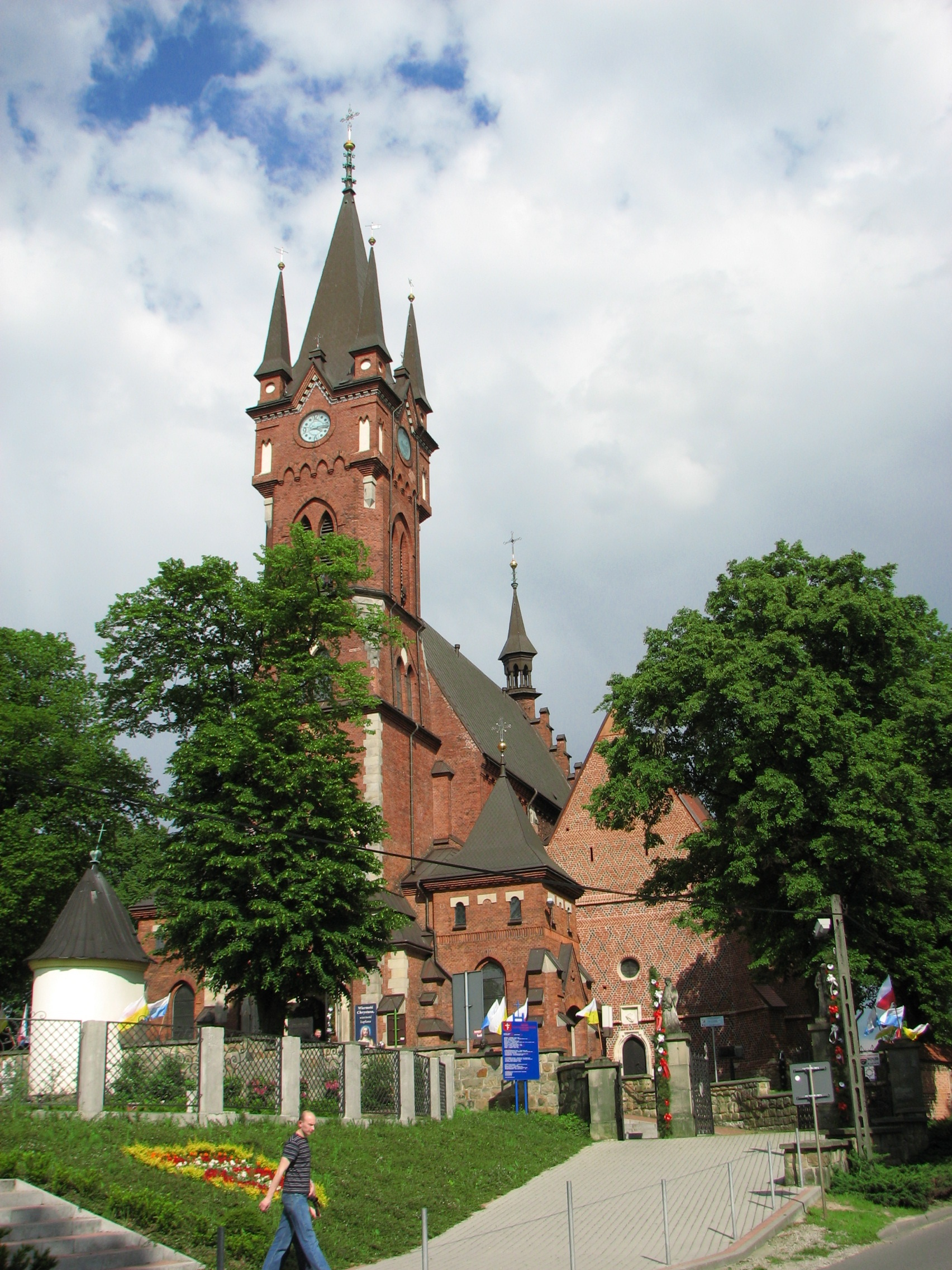
Szczepanów
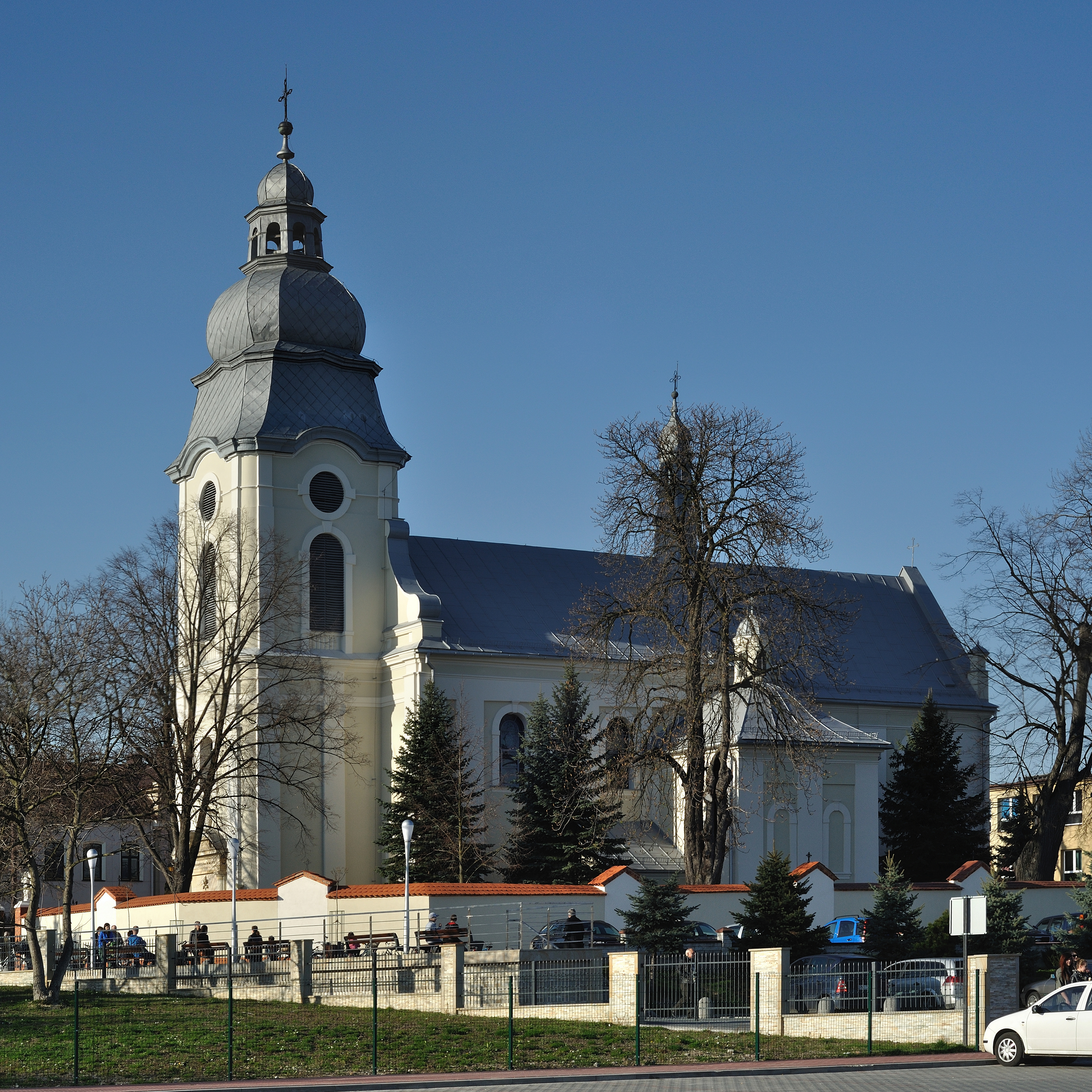
Mielec
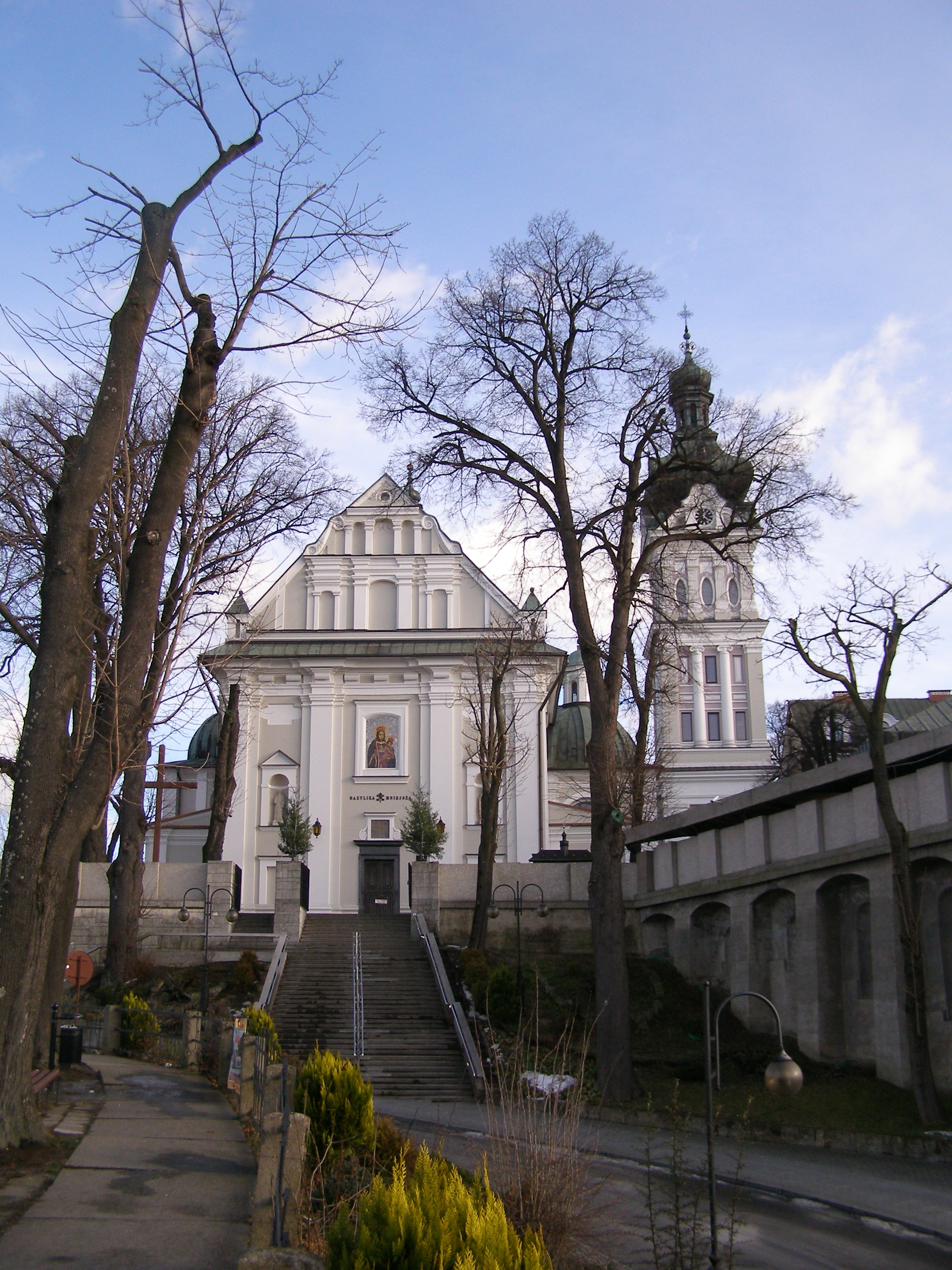
Tuchów
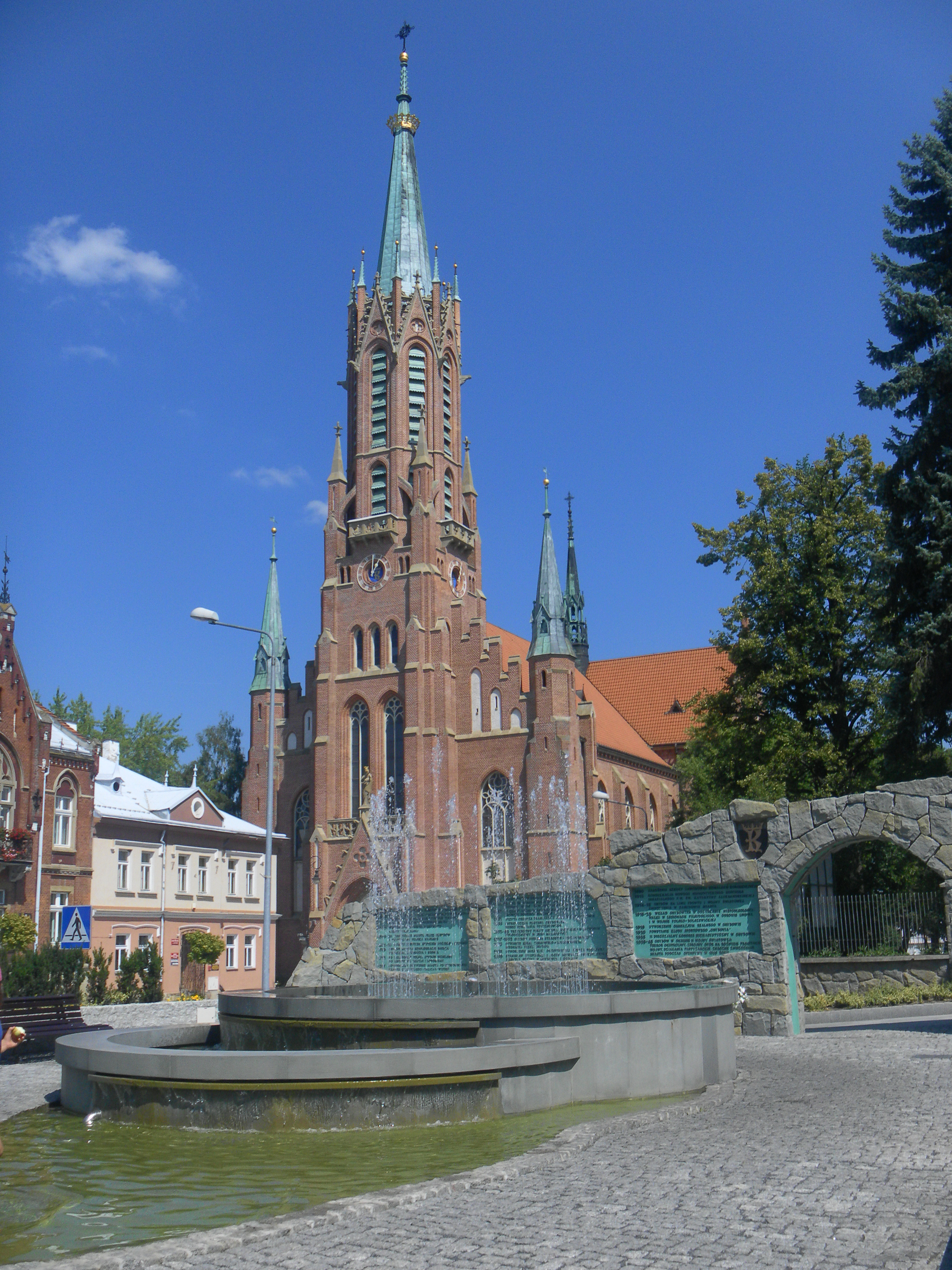
Grybów

## Patroni
Pierwszorzędni
- Najświętsza Maryja Panna w tajemnicy Narodzenia
- Święty Stanisław Szczepanowski, Biskup i Męczennik

Drugorzędni
- Święty Andrzej Świerad, Wyznawca
- Święty Benedykt, Męczennik
- Święta Kinga, Dziewica

## Kult świętych i błogosławionych
Miejsca kultu świętych i błogosławionych związanych z diecezją tarnowską (na terenie tejże diecezji)
- św. Stanisław Szczepanowski – Szczepanów (miejsce urodzenia)
- św. Andrzej Świerad, Wyznawca – Tropie (miejsce prowadzenia życia pustelniczego)
- św. Benedykt, Męczennik – Tropie (miejsce prowadzenia życia pustelniczego)
- św. Kinga, Dziewica – Stary Sącz (miejsce życia w latach 1280–1289 i śmierci, grób)
- św. Szymon z Lipnicy – Lipnica Murowana (miejsce urodzenia)
- św. Stanisław Papczyński – Podegrodzie (miejsce urodzenia)
- św. Just – Tęgoborze (miejsce prowadzenia życia pustelniczego)
- św. Urszula Ledóchowska – Lipnica Murowana (miejsce życia w latach 1883-1886)
- bł. Karolina Kózka – Zabawa (miejsce urodzenia, życia, męczeńskiej śmierci, grób)
- bł. Roman Sitko – Tarnów (miejsce życia i działalności w latach 1900–1907 i 1921-1941)
- bł. Maria Teresa Ledóchowska – Lipnica Murowana (miejsce życia w latach 1883-1885)
- bł. Zbigniew Strzałkowski – Zawada koło Tarnowa (miejsce urodzenia)
- bł. Celestyna Faron – Zabrzeż, Łącko (miejsce urodzenia)
- bł. Jan Balicki – Polna (miejsce życia i działalności w latach 1892-1893)
- bł. Krystyn Gondek – Zakliczyn (miejsce urodzenia)
- bł. Julia Rodzińska – Nawojowa (miejsce urodzenia)

## Sanktuaria
Sanktuaria Pańskie:
- Sanktuarium Pana Jezusa Miłosiernego w Ciężkowicach
- Sanktuarium Pana Jezusa Przemienionego w Nowym Sączu
- Sanktuarium Pana Jezusa Przemienionego w Krużlowej
- Sanktuarium Dzieciątka Jezus w Jodłowej

Sanktuaria Maryjne:
- Sanktuarium Matki Bożej Bocheńskiej w Bochni (koronacja papieska)
- Sanktuarium Matki Bożej Fatimskiej w Borkach
- Sanktuarium Matki Bożej Bruśnickiej w Bruśniku
- Sanktuarium Matki Bożej Królowej Rodzin w Chorzelowie (koronacja papieska)
- Sanktuarium Matki Bożej Bolesnej w Czarnym Potoku (koronacja papieska)
- Sanktuarium Matki Bożej Pocieszenia w Czermnej
- Sanktuarium Matki Bożej Szkaplerznej w Dobrej
- Sanktuarium Matki Bożej Przedziwnej w Grybowie
- Sanktuarium Matki Bożej Niezawodnej Nadziei na Jamnej (koronacja papieska)
- Sanktuarium Matki Bożej Bolesnej w Limanowej (koronacja papieska)
- Sanktuarium Matki Bożej Pocieszenia w Nowym Sączu (koronacja papieska)
- Sanktuarium Matki Bożej Zwycięskiej w Odporyszowie (koronacja papieska)
- Sanktuarium Matki Bożej Okulickiej w Okulicach (koronacja papieska)
- Sanktuarium Matki Bożej Pocieszenia w Pasierbcu (koronacja papieska)
- Sanktuarium Matki Bożej Pocieszenia – Pilzno
- Sanktuarium Matki Bożej z Lourdes w Porąbce Uszewskiej
- Sanktuarium Matki Bożej Wniebowziętej w Przeczycy (koronacja papieska)
- Sanktuarium Matki Bożej Przydonickiej w Przydonicy
- Sanktuarium Matki Bożej Szkaplerznej w Strzelach Wielkich
- Sanktuarium Matki Bożej Wniebowziętej w Szczyrzycu (koronacja papieska)
- Sanktuarium Matki Bożej Bolesnej – Tarnów
- Sanktuarium Matki Bożej Szkaplerznej w Tarnowie
- Sanktuarium Matki Bożej Fatimskiej w Tarnowie (koronacja papieska)
- Sanktuarium Matki Bożej Tuchowskiej w Tuchowie (koronacja papieska)
- Sanktuarium Narodzenia NMP w Zawadzie (koronacja papieska)
- Sanktuarium Matki Bożej Tylickiej w Tyliczu

Sanktuaria świętych i błogosławionych:
- Sanktuarium św. Stanisława, BM – Szczepanów
- Sanktuarium św. Jakuba Ap. w Brzesku
- Sanktuarium św. Szymona w Lipnicy Murowanej
- Sanktuarium św. Rity w Nowym Sączu
- Sanktuarium św. Kingi w Starym Sączu
- Sanktuarium świętych Świerada i Benedykta – Tropie
- Sanktuarium bł. Karoliny w Zabawie

## Zakony

### Zakony męskie
| - Bonifratrzy (OH) - Cystersi (OCist) - Dominikanie (OP) - Filipini (COr) - Franciszkanie (OFM) - Kapucyni (OFMCap.) - Jezuici (SI) - Karmelici (OCarm) | - Misjonarze (CM) - Pallotyni (SAC) - Redemptoryści (CSsR) - Salezjanie (SDB) - Sercanie (SCJ) - Stowarzyszenie Misji Afrykańskich (SMA) - Synowie Maryi (SNMN) - Zgromadzenie Ducha Świętego (CSSp) |

### Zakony żeńskie
| - Albertynki (SAPU) - Baptystynki (CSGB) - Bernardynki (OSF-B) - Córki Bożej Miłości (FDC) - Dominikanki (OP) - Elżbietanki (CSSE) - Felicjanki (CSSF) - Franciszkanki Misjonarki Maryi (FMM) - Franciszkanki od Cierpiących (CSFAA) - Franciszkanki Rodziny Maryi (RM, CSFFM) |  | - Józefitki (CSSJ) - Kanosjanki (FdCC) - Karmelitanki Bose (OCD) - Karmelitanki Dzieciątka Jezus (CSCII) - Karmelitanki Misjonarki Terezjanki (CMT) - Klaryski (OSC) - Loretanki (CSBML) - Michalitki (CSSMA) - Misjonarki Chrystusa Króla (MChR) - Nazaretanki (CSFN) | - Niepokalanki (SIC) - Oblatki (OSJ) - Pasterki (CSDP) - Prezentki (CVP) - Sacré Coeur (RSCJ) - Serafitki (CMBB) - Sercanki (SSCJ) - Siostry De Notre Dame (SSND) - Siostry Opatrzności Bożej (SDP) | - Wspomożycielki - Szarytki (SM) - Sługi Jezusa (AI) - Służebnice Ducha Świętego (SSpS) - Służebniczki Dębickie (sł. BDNP) - Służebniczki Starowiejskie (sł. ABMV) - Urszulanki Serca Jezusa Konającego (USJK) - Urszulanki Unii Rzymskiej (OSU) - Zmartwychwstanki (CR) |

## Świeckie Instytuty Życia Konsekrowanego
| - Instytut Niepokalanej Matki Kościoła - Instytut Wynagrodzicielek Serca Jezusa i Maryi |